# Нікміепух
Нікміепух (Нікмі-Епух, Нікмепа) (*д/н — бл. 1675 до н. е.) — цар держави Ямхад близько 1700—1675 років до н. е. Низка дослідників розглядає його як Нікмепа I, рахуючи Нікмепа, царя Алалаха.

## Життєпис
Син царя Ярім-Ліма II. Посів трон близько 1700 року до н. е. Намагався відновити вплив і потугу держави. Водночас стикнувся з намаганням Аммітакума, царя Алалаха, здобути незалежність. Водночас мусив протистояти ассирійському цареві Лібаї, що намагався відвоювати землі у Верхній Месопотамії. Ймовірно, Нікміепух діяв спільно з вавилонським царем Абі-ешу, проте не зовсім вдало.

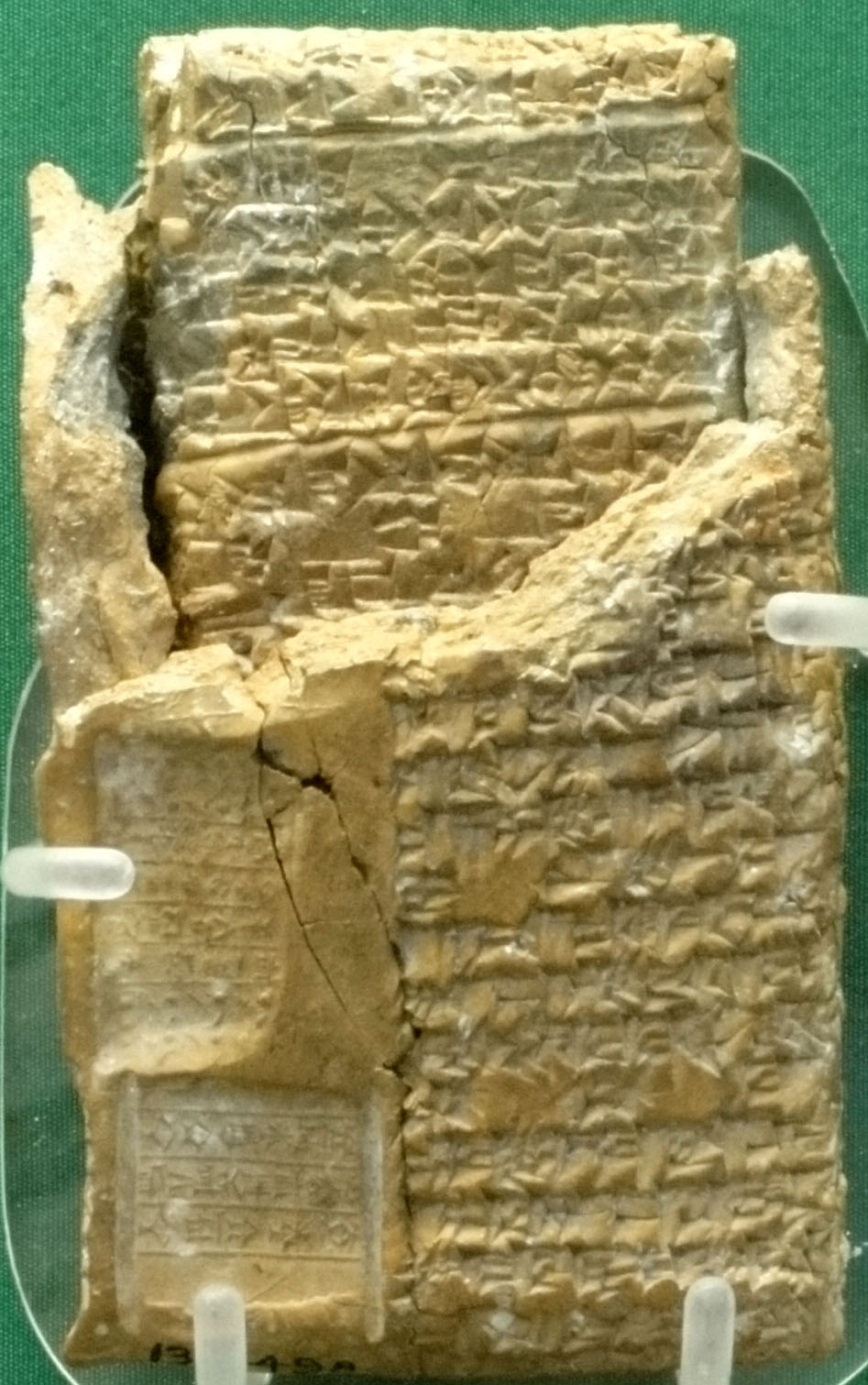
Звернення царя Ямхаду до царя Алалаху щодо спадкових взаємин між державами

Таблички згадують приношення царем Яхмаду вотивних дарунків богові Хададу в його храмі в Халапі, зокрема заповітну статую. Також знайдено печатку цього царя, де його ім'я написане клинописом, сам Нікміепух зображений у короні та перед двома богинями, одна з яких одягнена в сирійське вбрання, друга — у вавилонське.
Найвідомішою подією стало завоювання міста Аразіка, розташованого на Євфраті, поблизу Каркемиша. Падіння цього міста призвело до порушення кількох судових справ, завдяки яким і стало відомо. Ймовірно, цей похід здійснено на противагу намірам царів Каркемиша здобути самостійність.
До кінця панування під тиском різних племен мусив остаточно перейти до оборони своїх володінь. Водночас гіксоси перервали торгівельні шляхи з Ханнааном і Єгиптом. Нікмепа I помер близько 1675 до н. е. Трон спадкував син Іркабтума.